# Rukometna reprezentacija Zelenortske Republike
Rukometna reprezentacija Zelenortske Republike predstavlja Zelenortsku Republiku u rukometu. Trenutni trener reprezentacije je José Tomáz.

## Rezultati

### Svjetska prvenstva
- 2021. – 32. mjesto

### Afrička prvenstva
- 2020. – 5. mjesto

## Trenutna momčad
Ovo je objavljeni popis igrača za Svjetsko prvenstvo u Egiptu 2021.
| Dres | Ime i prezime          | Klub                             |
| ---- | ---------------------- | -------------------------------- |
| 1    | Luís Almeida           | CDE Camões                       |
| 2    | Gil Baiano dos Santos  | Desportivo da Praia              |
| 3    | Délcio Pina            | CB Ciudad de Logroño             |
| 4    | Ivo Santos             | Bergischer HC                    |
| 5    | Edmilson Araújo        | CS Minaur Baia Mare              |
| 6    | Leandro Semedo         | Club Balonmano Ademar León       |
| 7    | Flávio Fortes          | Handball Club Cournon d'Auvergne |
| 10   | Bruno Landim           | Sporting Clube da Horta          |
| 11   | Fernando Dias          | Boa-Hora                         |
| 12   | Élcio Fernandes        | Balonmano Sinfín                 |
| 13   | Paulo Moreno           | S.L. Benfica                     |
| 15   | Alexandre Pereira      | Boa-Hora                         |
| 16   | Josimar Tavares        | Desportivo da Praia              |
| 17   | Rafael Andrade         | A.A. Avanca                      |
| 18   | Júnior Soares          | Atlético do Mindelo              |
| 19   | Admilson Furtado       | Academico de Viseu               |
| 29   | Felisberto Landim      | C.F. Os Belenenses               |
| 30   | Elledy Semedo          | Madeira Andebol SAD              |
| 44   | Gualther Furtado       | A.A. Avanca                      |
| 66   | Fred Wilson dos Santos | Atlético do Mindelo              |